# Venevisión
Venevisión je venezuelská televizní stanice vlastněná Grupo Cisneros. Založil ji 1. března 1961 Diego Cisneros.
Je jedním z hlavních producentů telenovel na světě, spolu s Televisa, TV Azteca, Telemundo, TV Globo, Telefe, Caracol Televisión a RCN Televisión.